# Eugenio Trías
Eugenio Trías Sagnier (Barcelona, 31 de agosto de 1942-ibidem, 10 de febrero de 2013) fue un filósofo español. Es considerado, por buena parte de la crítica, como el pensador de escritura hispana más importante desde Ortega y Gasset.
En el año 1995 fue condecorado con el Premio Internacional Friedrich Nietzsche, que es el máximo galardón internacional a una obra filosófica (considerado, en su defecto, como un premio Nobel en el ámbito de la Filosofía).

## Biografía
Nació el 31 de agosto de 1942 en Barcelona.
Fue hijo del político falangista Carlos Trías Bertrán, hermano de Jorge Trías Sagnier, abogado y exsenador del PP, y de Carlos Trías Sagnier, con quien publicó en 1970 la novela Santa Ava de Adís Abeba firmada con el seudónimo común Cargenio Trías.
Eugenio se licenció en Filosofía por la Universidad de Barcelona en 1964, prosiguió sus estudios en Pamplona, Madrid, Bonn y Colonia. Desde 1965 fue profesor ayudante y luego profesor adjunto de Filosofía en las Universidades Central y Autónoma de Barcelona. En el curso académico 1972-73 se desplaza a Brasil y Argentina, en cuyas universidades imparte cursos y conferencias. En 1976 accede al puesto de profesor adjunto de Estética y Composición en la Escuela Técnica Superior de Arquitectura de Barcelona. En 1986 obtiene la Cátedra de Filosofía en dicha facultad, en la que permanecerá hasta 1992. Ese año es nombrado profesor de Filosofía en la Facultad de Humanidades de la Universidad Pompeu Fabra de Barcelona, en la que ha ejercido como catedrático de Historia de las Ideas hasta la fecha de su muerte.
Falleció el 10 de febrero de 2013 en Barcelona.

## Pensamiento
Su concepción de la filosofía es unitaria y enciclopédica, ya que ha desplegado sus principales ideas en campos tan distintos como la ética, la reflexión cívico-política, la estética, la filosofía de la religión, la reflexión histórico-filosófica, la teoría del conocimiento y la ontología. Puede decirse que ha abordado prácticamente todos los campos por donde la filosofía puede desplegarse. Pero sus ámbitos preferenciales han sido, sobre todo, la filosofía del arte y la estética, por una parte; y, la filosofía de la religión. Si bien, ha intentado siempre que todo ello derivara de una concepción propia y personal de la filosofía, de orientación ontológica, que suele ser identificada y reconocida como «filosofía del límite» (sobre todo en su producción escrita y en su desarrollo docente a partir de mediados de los años ochenta).
Muchos de sus libros se han convertido ya en referencias ineludibles de la filosofía española del último medio siglo. Obras suyas como Tratado de la pasión, Lo bello y lo siniestro, Los límites del mundo o La edad del espíritu se han constituido ya en obras clásicas del pensamiento filosófico de estos años. Su obra (de caracteres enciclopédicos) está considerada por la crítica como uno de los hitos filosóficos más relevantes del pensamiento español del siglo XX. Se ha ponderado por la crítica la relevancia que en su obra adquiere su escritura, su peculiar estilo (en el que el pensamiento filosófico se manifiesta portador de antenas poéticas de innegable valencia literaria). Su obra constituye, además de una muy relevante aportación al acervo filosófico español, un amplio despliegue textual y de escritura que va a quedar como uno de los más sólidos ejercicios de su generación en el terreno de la literatura filosófica, o de la escritura que se orienta hacia el conocimiento.
Tiene publicados más de treinta libros algunos de los cuales han alcanzado varias ediciones en España y el extranjero.
Su primer libro, La filosofía y su sombra, publicado en 1969, fue saludado por la crítica como un verdadero acontecimiento en el panorama filosófico español. Se le consideró «la filosofía de una nueva generación» (Josep Maria Carandell). En su libro más reciente, El canto de las sirenas -convertido en best-seller de no ficción- plantea la necesidad de efectuar un giro musical en la filosofía del siglo XXI en virtud del cual el pensamiento deje de tener su centro de gravedad en el lenguaje para pasar a tenerlo en argumentos musicales, por presentar éstos la más fecunda síntesis de belleza y conocimiento.

### Algunos temas objeto de su reflexión
Según el libro Razón y revelación los principales temas de la creación filosófica de Eugenio Trías han sido, por orden cronológico:
- Las sombras de las teorías filosóficas
- La razón de la sinrazón
- Los artistas y lo cívico
- Lo siniestro como límite y condición de lo bello
- El amor-pasión como fundamento de la inteligencia
- La crisis de la Modernidad
- El sujeto como fronterizo
- El ser como ser del límite
- La experiencia religiosa
- El ámbito de lo bello y el cerco de lo sagrado
- Una nueva ética como ética fronteriza
- El giro musical de la Filosofía

## Principal aportación a la Filosofía
Frente a un racionalismo de estrechas miras, como el que ha sido característico hasta hace poco de positivistas lógicos, filósofos analíticos o marxistas, Trías, que jamás ha sido un filósofo irracionalista, propone abrir la razón a aquellos espacios que le resisten, pero que en cierto modo pueden fecundarla. Así, por ejemplo, la sinrazón, o la locura (en su libro Filosofía y carnaval); o el pensamiento mítico y mágico (en su libro Metodología del pensamiento mágico); o bien, con relación a las éticas racionalistas, el dominio pasional, y en particular el amor-pasión (en su libro Tratado de la Pasión); o lo siniestro (en su libro Lo bello y lo siniestro) como sombra de las categorías de lo bello y lo sublime, que fundan las estéticas tradicionales; o aun, en los últimos años, el mundo de las religiones como sombra de la razón occidental moderna (así, en La edad del espíritu).
Eugenio Trías se define, en este sentido, como un «exorcista ilustrado» que somete la razón filosófica a un permanente diálogo con sus sombras. 
La innovación más relevante de la filosofía de Trías tiene lugar a partir de comienzos de los años ochenta, cuando descubre el concepto angular que a partir de entonces orientará toda su reflexión. Tal concepto es el concepto de límite.

### Concepto de límite
Afirma que el ser (cuya determinación ha sido el objeto principal de la búsqueda de la filosofía occidental desde sus orígenes) es ser del límite, es decir, el ámbito fronterizo entre lo que aparece y lo que se resiste a manifestarse como fenómeno pero que, en cierto modo, lo sustenta. En Kant no había tal límite o franja que una y escinda fenómeno y cosa en sí; en Trías sí lo hay. Y precisamente ese istmo precario, fino, sutil, pero fundacional es el ser que buscan definir los filósofos. Es también límite entre la razón y sus sombras; y en él halla Trías el ámbito de exploración de una filosofía que, desde entonces, puede denominarse filosofía del límite (sobre todo a partir de su libro Los límites del mundo). El concepto de límite lo determina Trías en diálogo con la tradición kantiana y, dentro de los filósofos contemporáneos, con Wittgenstein y, en parte, también con Heidegger. De hecho toda su obra es, a partir de entonces, una amplia y desarrollada «exégesis» de la frase de Wittgenstein «el sujeto es un límite del mundo». Trías propone, a este respecto, una antropología en la que se concibe al hombre como habitante de la frontera, como fronterizo; el hombre se halla siempre referido a ese límite que tiene, para Trías, clara significación ontológica.

## Premios y distinciones
Ha obtenido numerosos galardones y reconocimientos honoríficos a su labor creadora, entre los que se destacan:
- 1974, con ocasión de la publicación de su libro Drama e identidad, recibe el Premio Nueva Crítica
- En 1975, el Premio Anagrama de Ensayo, por El artista y la ciudad
- En 1983, el Premio Nacional de Ensayo, por Lo bello y lo siniestro
- En 1995, el premio Ciutat de Barcelona, por La edad del espíritu
- En 1995, el XIII Premio Internacional Friedrich Nietzsche, por su labor filosófica; este galardón (que se ha otorgado a figuras como Popper, Rorty o Derrida) viene a ser, en su ausencia, un equivalente al Nobel de Filosofía debido al hecho de que constituye el único premio internacional que se concede a un pensador en reconocimiento al conjunto de su trayectoria. Eugenio Trías es el único filósofo en lengua castellana que, hasta la fecha, ha recibido este premio.
- En 1997 le conceden la Medalla de la Ciudad Buenos Aires
- En 2000 la Universidad Autónoma de Santo Domingo (República Dominicana) le concede el título doctor honoris causa.
- En 2003 recibe el título doctor honoris causa por la Universidad de San Marcos de Lima
- En 2004 recibe la Medalla de Oro del Círculo de Bellas Artes de Madrid.
- En 2006 recibe el doctor honoris causa por la Universidad Autónoma de Madrid junto a Saramago.
- En el 2007 su monumental El canto de las sirenas recibe dos reconocimientos como el mejor libro de ensayo del año: el Premio Terenci Moix y el premio Qwerty.
- En 2009 recibe el premio periodístico Mariano de Cavia, por el artículo publicado por ABC en 2008 bajo el título El gran viaje.
- Ha sido vicepresidente del Patronato del Museo Nacional-Centro de Arte «Reina Sofía» (Madrid) y presidente del Consejo Asesor del Instituto de Filosofía del Centro Superior de Investigaciones Científicas de España.
- En 2010 le concedieron uno de los premios oficiales más prestigiosos y dotados de España: El Premio a la Creación de Extremadura, que se otorga a las creaciones en todos los campos, siendo, a menudo, la antesala de Premios Príncipe de Asturias.
- En 2011, Premio ABC Cultural & Ámbito Cultural, de manos de sus directores Fernando Rodríguez Lafuente y Ramón Pernas.

## Obra
- La filosofía y su sombra (1969, tres ediciones)
- Filosofía y carnaval (1970, 3 ediciones)
- Teoría de las ideologías (1970, 3 ediciones)
- La dispersión (1971)
- Metodología del pensamiento mágico (1971)
- Drama e identidad (1973, 3 ediciones)
- El artista y la ciudad (1975, 3 ediciones)
- Meditación sobre el poder (1976, 2 ediciones)
- La memoria perdida de las cosas (1977, 2 ediciones)
- Tratado de la pasión (1978, 5 ediciones)
- El lenguaje del perdón. Un ensayo sobre Hegel (1979)
- Lo bello y lo siniestro (1983, 5 ediciones)
- Filosofía del futuro (1984, 2 ediciones)
- Los límites del mundo (1985, 2 ediciones)
- La aventura filosófica (1987)
- Lógica del límite (1991)
- El cansancio de occidente (1992, 4 ediciones), junto con Rafael Argullol
- La edad del espíritu (1994, 3 ediciones)
- Diccionario del espíritu (1996)
- Pensar la religión (1997, 2 ediciones)
- Vértigo y pasión (1998, 2 ediciones)
- La razón fronteriza (1999)
- Pensar en público (2001)
- Ciudad sobre ciudad: arte, religión y ética en el cambio de milenio (2001)
- Ética y condición humana (2003)
- El árbol de la vida (2003)
- El hilo de la verdad (2004, 3 ediciones)
- Tratado de la pasión (2005)
- La política y su sombra (2005)
- Prefacio a Goethe (2006)
- La dispersión (2006)
- El canto de las sirenas: argumentos musicales (2007)
- Creaciones filosóficas I: Ética y estética (2010)
- Creaciones filosóficas II: Filosofía y religión (2010)
- La imaginación sonora (2010)
- Forma y tiempos de la música (2012)
- De cine. Aventuras y extravíos (2013)